# 維夫西亞 (切梅里夫齊區)
49°9′18″N 26°18′52″E / 49.15500°N 26.31444°E
維夫西亞（烏克蘭語：Вівся），是烏克蘭西部的村莊，隸屬赫梅利尼茨基州的卡緬涅茨-波多利斯基區。該村始建於1493年，面積2.22平方公里，海拔高度309米，2001年人口860，人口密度每平方公里388.3人。